# Hanna Mariën
Hanna Mariën (ur. 16 maja 1982 w Herentals) – belgijska lekkoatletka, sprinterka, srebrna medalistka igrzysk olimpijskich z Pekinu oraz brązowa medalistka mistrzostw świata z Osaki (2007) w sztafecie 4 x 100 metrów. Wielokrotna mistrzyni i rekordzistka kraju.
Po niezakwalifikowaniu się na igrzyska olimpijskie w Londynie (2012) zdecydowała się na karierę bobsleistki. W nowej dyscyplinie zajęła 6. miejsce w rywalizacji bobslejowych dwójek podczas igrzysk w Soczi (2014).

## Sukcesy
| Rok  | Zawody               | Miasto  | Miejsce | Konkurencja   | Czas    |
| ---- | -------------------- | ------- | ------- | ------------- | ------- |
| 2007 | Uniwersjada          | Bangkok |         | bieg na 200 m | 23,48 s |
| 2007 | Mistrzostwa świata   | Osaka   |         | 4 × 100 m     | 42,75 s |
| 2008 | Igrzyska olimpijskie | Pekin   |         | 4 × 100 m     | 42,54 s |

## Rekordy życiowe
- bieg na 100 metrów – 11,41 (2006)
- bieg na 200 metrów – 22,68 (2006)
- bieg na 200 metrów (hala) – 23,39 (2008) rekord Belgii

Mariën, razem z koleżnkaami z reprezentacji, jest także aktualną rekordzistką kraju w sztafecie 4 × 100 metrów (42,54 w 2008).